# Karlovice (Podorlická pahorkatina)
Karlovice je kopec o nadmořské výšce 475 m nalézající se při jihovýchodním okraji města Žamberk v Pardubickém kraji v Podorlické pahorkatině. Katastrálně přísluší k obci Lukavice.

## Geomorfolofické zařazení
Karlovice se nachází v Krkonošsko-jesenické subprovincii, v Orlické oblasti, v celku Podorlická pahorkatina, podcelku Žamberská pahorkatina a okrsku Rokytnická pahorkatina a podokrsku Žamberské kuesty.

## Původ jména kopce
Karel IV. na tomto kopci tábořil se svým vojskem v roce 1355, kdy se vydal potrestat loupeživého rytíře Jana ze Smojna a Žampachu (jinak nazývaného Smanický, nebo Pancíř). Smanický byl za své zásluhy při cestě do Itálie Karlem IV. odměněn zlatým řetězem. Brzy po návratu na hrad Žampach začal Pancíř se svou družinou loupit a přepadat pocestné a obyvatele v okolí jeho hradu. Po stížnostech přepadených a příbuzných rukojmích, která Pancíř držel na hradě Žampach, rozhodl se Karel IV. uspořádat trestnou výpravu. Podle pověsti byla na kopci Karlovice tvrz, ze které dobývání hradu Žampach Karel IV. řídil. Když byl hrad dobyt, Pancíř byl zajat a oběšen na zlatém řetěze, který od císaře dostal za své zásluhy v Itálii.